# Polystigma apophlaeae
Polystigma apophlaeae är en svampart som beskrevs av Kohlm. 1981. Polystigma apophlaeae ingår i släktet Polystigma och familjen Phyllachoraceae.   Inga underarter finns listade i Catalogue of Life.